# Gawriil Loginowitsch Pribylow
Gawriil Loginowitsch Pribylow auch Pribilof (russisch Гавриил Логинович Прибылов, wiss. Transliteration Gavriil Loginovič Pribylov; * unbekannt; † 1796) war ein russischer Navigator.
Von 1781 bis 1786 war Pribilof der Kapitän der „Swjatoi Georgi“, die der Russisch-Amerikanischen Kompagnie gehörte. Im Jahr 1788 erkundete er das Beringmeer und entdeckte dabei die Inseln St. George und St. Paul nördlich der Aleuten. Die Inselgruppe wurde 1789 ihm zu Ehren Pribilof Islands genannt.